# جامعة المعارف (لبنان)
جامعة المعارف جامعة خاصة في بيروت ، لبنان ، وهي منظمة فرعية تابعة للرابطة الإسلامية للتعلم والتعليم.
تصنيفها التاسع محليا بين الجامعات اللبنانية

## الخلفية التاريخية
صدر قرار تأسيس الجامعة (رقم 7265) من قبل وزارة التربية والتعليم العالي اللبنانية في تاريخ 22 كانون الأول من العام 2011. وتُعد جامعة المعارف الجامعة الثالثة والثلاثين المعترف بها رسميًا من قبل الوزارة.
تم افتتاح الجامعة في شهر تشرين الأول من العام 2015 وأقيم الحفل بحضور أحد وزراءالحكومة اللبنانية حسين الحاج حسن وسفير جمهورية إيران الإسلامية محمد فتحي.
نشر أول بيان للجامعة في شهر تموز من العام 2015، وتسترشد الجامعة بالمادة 10 من الدستور اللبناني والتي تتمحور حول الاصلاحات التربوية حسب ما وردت في اتفاق المصالحة الوطنية (اتفاق الطائف) والاتفاقيات الدولية للحقوق الاقتصادية والاجتماعية والثقافية.

## التنظيم
تتكون الجامعة من خمس كليات يرأسها،, عمداء برئاسة رئيس الجامعة وإدارة مجلس أمناء المكون من 12عضوًا بارزًا في المجتمع اللبناني.

## الكليات والتخصصات
تتضمن الجامعة الكليات التالية:
- كلية إدارة الأعمال (بكالوريوس).
- كلية الإعلام والفنون الجميلة.
- كلية الأديان والعلوم الإنسانية المتضمة قسم الترجمة واللغات.
- كلية الهندسة (معتمدة من قبل اللجان الفنية التابعة لوزارة التربية والتعليم العالي، وبانتظار الموافقة الرسمية لمجلس الوزراء).
- كلية العلوم (معتمدة من قبل اللجان الفنية التابعة لوزارة التربية والتعليم العالي، وبانتظار الموافقة الرسمية لمجلس الوزراء).
- كلية التعليم (تم تقديم طلب موافقة للجان الفنية التابعة لوزارة التربية والتعليم العالي).

يوجد لكل واحدة من الكليات الثلاث الحالية أقسام تدير التخصصات المختلفة. ويبلغ إجمالي عدد التخصصات في درجة البكالوريوس والمعترف بها 18 تخصصًا. وتخطط الجامعة لتوسيع التخصصات المقدمة للطلاب في السنة الثانية والثالثة.
تحتوي كلية إدارة الأعمال على التخصصات الثمانية التالية:
- المحاسبة
- العلوم المالية والمصرفية
- الاقتصاديات
- إدارة الموارد البشرية
- الإدارة
- إدارة الأعمال الدولية
- التسويق
- تكنولوجيا المعلومات ونظم الإدارة

تحتوي كلية الإعلام والفنون الجميلة على التخصصات الأربعة التالية:
- الدراسات الإعلامية
- الصحافة والوسائط الرقمية
- الإعلان والعلاقات العامة
- الإذاعة والتلفزيون

تحتوي كلية الأديان والعلوم الإنسانية على التخصصات الستة التالية:
- مقارنة الأديان
- الدراسات القرآنية والحديث النبوي
- التاريخ والحضارات المقارنة
- الدراسات الإسلامية
- الفلسفة واللاهوت
- اللغة والترجمة (الإنجليزية والفرنسية والعربية والفارسية)